# The Chronicle
The Chronicle foi uma série de televisão de curta duração, exibida pelo Sci Fi Channel entre 2001 e 2002. O programa recebeu influência de The Night Stalker e The X-Files.

## Premissa
Tucker Burns é um jovem repórter que não consegue um emprego em um grande jornal, até que é contratado por um tablóide chamado The Chronicle. Lá, ele descobre que todas as histórias publicadas sobre monstros, alienígenas e fantasmas são reais, e são publicadas apenas pelo tablóide para que o público consiga ir se acostumando com as mudanças que tais descobertas acarretariam na sociedade, de maneira mais suave.

## Elenco
- Chad Willett como Tucker Burns
- Rena Sofer como Grace Hall
- Reno Wilson como Wes Freewald
- Jon Polito como Donald Stern
- Curtis Armstrong como Sal
- Elaine Hendrix como Kristen Martin
- Sharon Sachs como Vera
- Octavia Spencer como Ruby

## Episódios
The Chronicle teve, no total, uma única temporada completa, com 22 episódios.
1. Pilot
2. What Gobbles Beneath
3. Here There Be Dragons
4. Baby Got Back
5. He's Dead, She's Dead
6. Bermuda Love Triangle
7. Only the Young Die Good
8. Bring Me the Head of Tucker Burns
9. Let Sleeping Dogs Fry
10. Take Me Back
11. Touched by an Alien
12. Pig Boy's Big Adventure
13. The Cursed Sombrero
14. Tears of a Clone
15. I See Dead Fat People
16. Man and Superman
17. Hot from the Oven
18. The Stepford Cheerleaders
19. The Mists of Avalon Parkway
20. The King is Undead
21. Hell Mall
22. A Snitch in Time